# Vallée de Gaube
Pour les articles homonymes, voir Gaube.
La vallée de Gaube est une vallée située dans la zone centrale des Pyrénées françaises, au-dessus de la ville de Cauterets dans le département des Hautes-Pyrénées, dans le Lavedan en région Occitanie.

## Toponymie
Elle tire son nom du lac de Gaube. Il s'agirait d'un toponyme pléonastique, gaube ayant le sens de « lac » en gascon. La racine pré-celtique eurasienne gob-, la même que celle des « gaves » pyrénéens, signifie « creux, cuvette, concavité ».

## Géographie

### Situation
Orientée sud–nord, la vallée s'étend sur environ 9 km avec une largeur moyenne de 2 km. Elle est coincée entre le val de Jéret au nord, la vallée de Lutour à l’est, le vallon de Pouey Trenous dans la vallée du Marcadau à l’ouest, la vallée d'Ossoue au sud-est et l’Espagne au sud-ouest. Elle se trouve dans le massif du Vignemale.
Elle est comprise entièrement dans la commune de Cauterets.

### Topographie
Elle est délimitée par trois lignes de crêtes principales : 
- à l’ouest par la crête des Counillères du pic de Gaube (2 377 m) au pic Alphonse Meillon (2 930 m) ;
- à l’est par la crête d’Estibe Aute du pic d’Araillé (2 759 m) au pic Mayouret (2 688 m) ;
- au sud-est par la crête de la Hourquette.

La vallée peut communiquer :
- avec la vallée du Marcadau (à l’ouest) par la brèche du Peyrot (2 650 m) ;
- avec la vallée de Lutour (à l’est) par les cols de Bernadole (608 m), d'Estibe Aute (2 622 m) ou d'Arraillé (2 583 m) ;
- avec la vallée de l'Ara (au sud-ouest) par le col des Mulets (2 591 m) et des Oulettes (2 606 m) ;
- avec la vallée d'Ossoue (au sud-est) par la Hourquette d'Ossoue (2 734 m).

### Hydrographie
La vallée de Gaube est une petite vallée creusée par le gave de Gaube, un affluent droit du gave de Cauterets.
| Nom du lac            | Commune   | Lieu-dit          | Coordonnées                 | Superficie (ha) | Altitude (m) | Profondeur (m) | Type    | Émissaire                  |
| --------------------- | --------- | ----------------- | --------------------------- | --------------- | ------------ | -------------- | ------- | -------------------------- |
| Lacs d'Arraillé       | Cauterets | Pic Araillé       | 42° 47′ 24″ N, 0° 07′ 53″ O | 0,6             | 2485         |                | Naturel | Gave des Oulettes de Gaube |
| Lac du Chabarrou      | Cauterets | Pics Chabarrou    | 42° 48′ 11″ N, 0° 08′ 53″ O | 2,1             | 2302         |                | Naturel | Gave des Oulettes de Gaube |
| Laquets d'Estibe Aute | Cauterets | Col d'Estibe Aute | 42° 47′ 55″ N, 0° 07′ 33″ O | 0,4             | 2515         | 2              | Naturel | Gave des Oulettes de Gaube |
| Lac de Gaube          | Cauterets | Coste Ardoune     | 42° 49′ 53″ N, 0° 08′ 22″ O | 18,4            | 1725         | 40             | Naturel | Gave de Gaube              |
| Lac des Huats         | Cauterets | Pic de Gaube      | 42° 50′ 36″ N, 0° 08′ 24″ O | 0,4             | 1666         | 1              | Naturel | Gave de Gaube              |
| Lac Méya              | Cauterets | Pic Méya          | 42° 49′ 50″ N, 0° 12′ 57″ O | 0,5             | 2 465 m      |                | Naturel | Gave de Gaube              |

### Faune et flore
La flore protégée (zone incluse dans le parc national des Pyrénées) y trouve des conditions propices à son développement. On trouve de nombreuses espèces endémiques qui sont des plantes de l'étage subalpin en sol acide. Les pins à crochets sont nombreux dans les massifs.

Sélection de vues de la vallée.
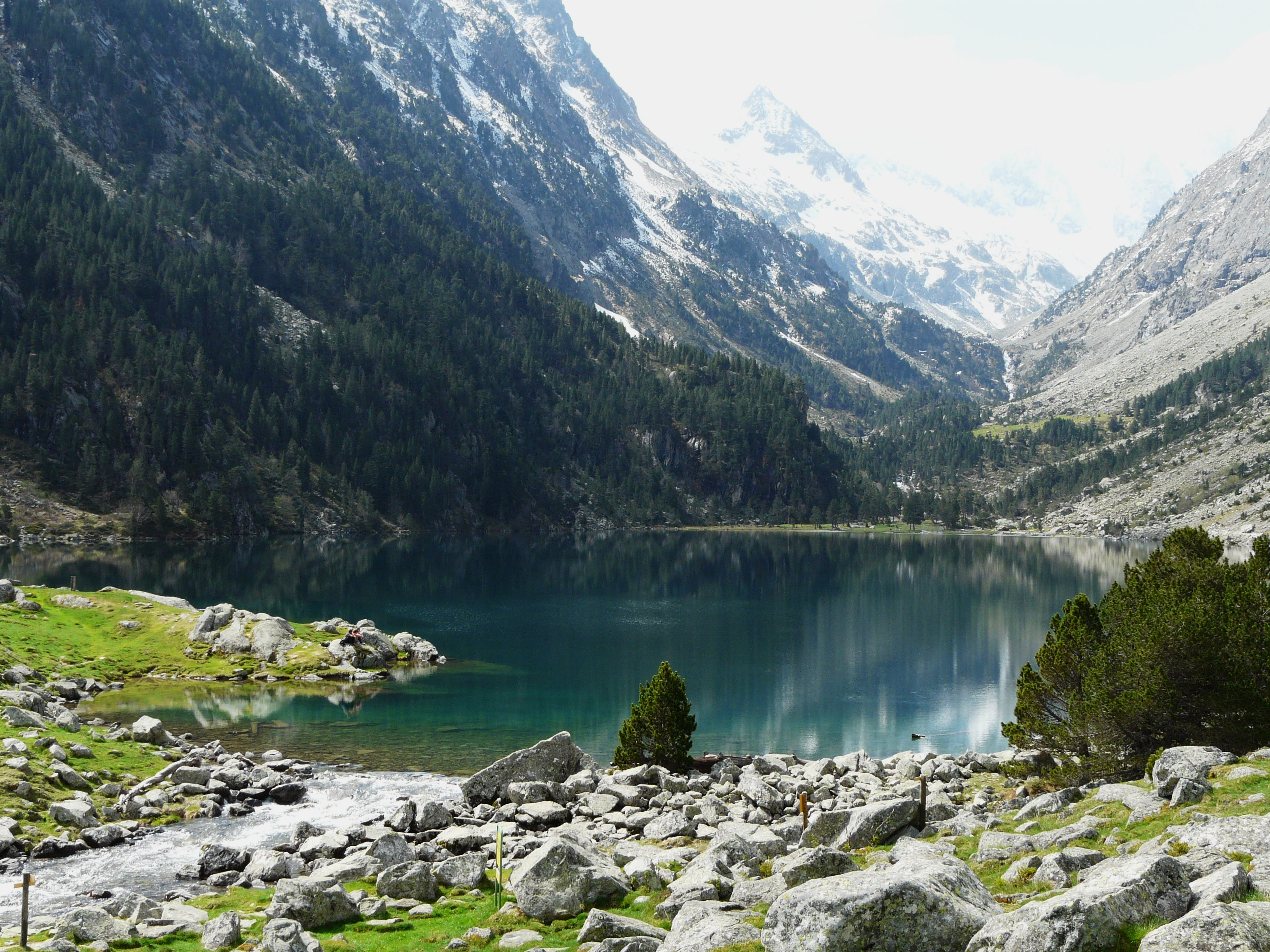
En bas à gauche, le gave de Gaube s'écoule depuis le lac de Gaube.
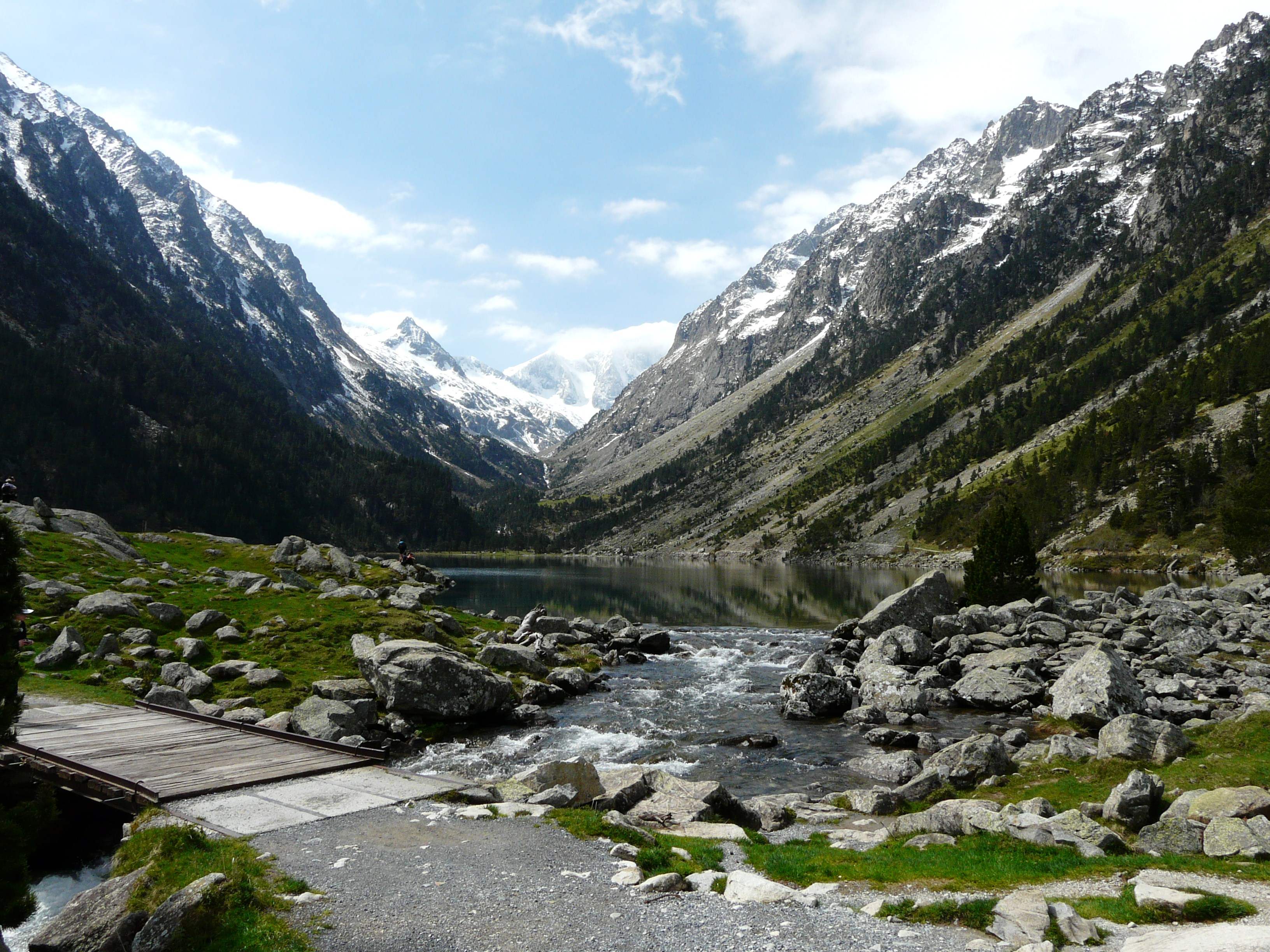
Le gave de Gaube s'écoule depuis le lac de Gaube.
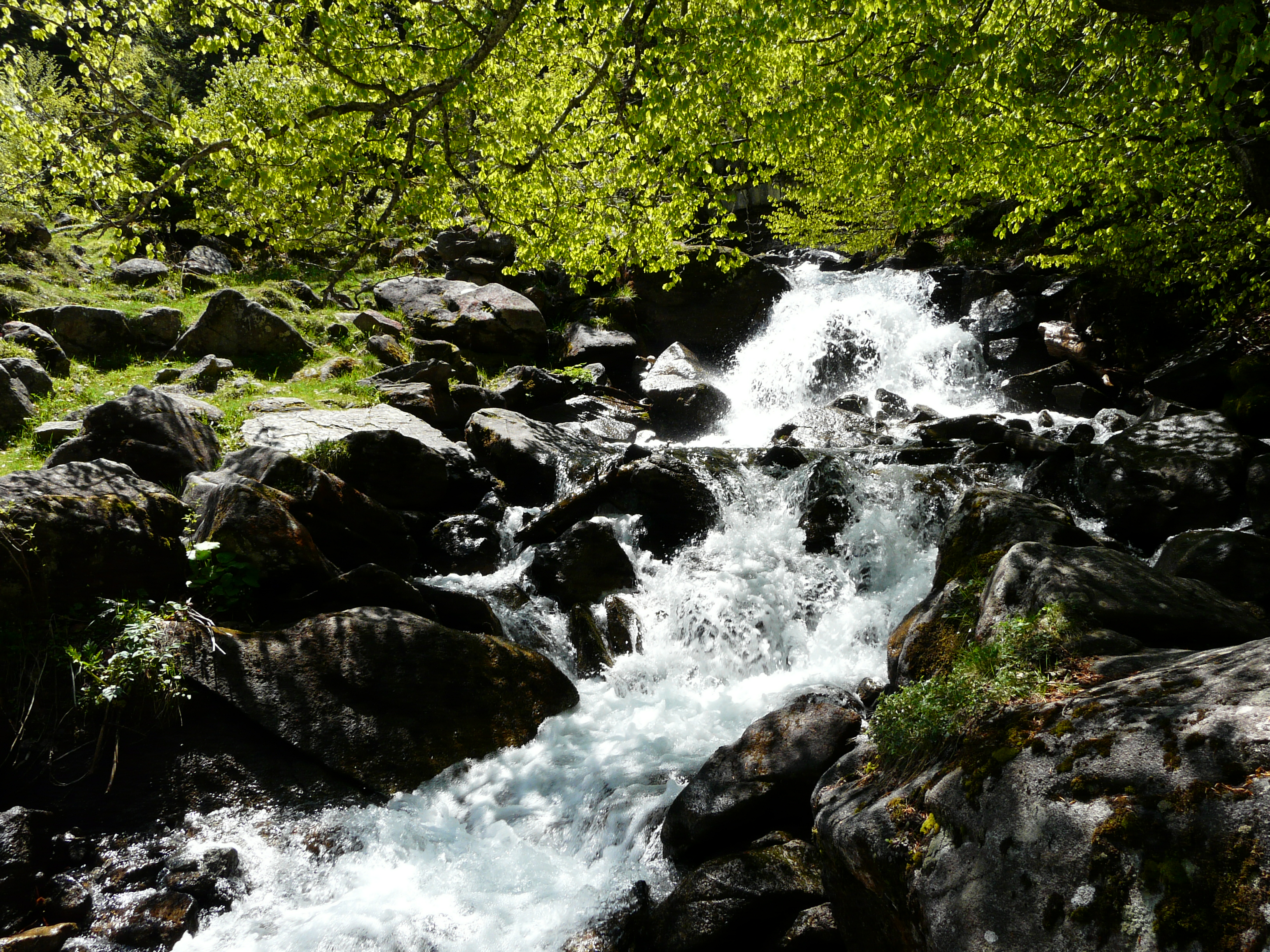
Petite cascade sur le bras oriental.
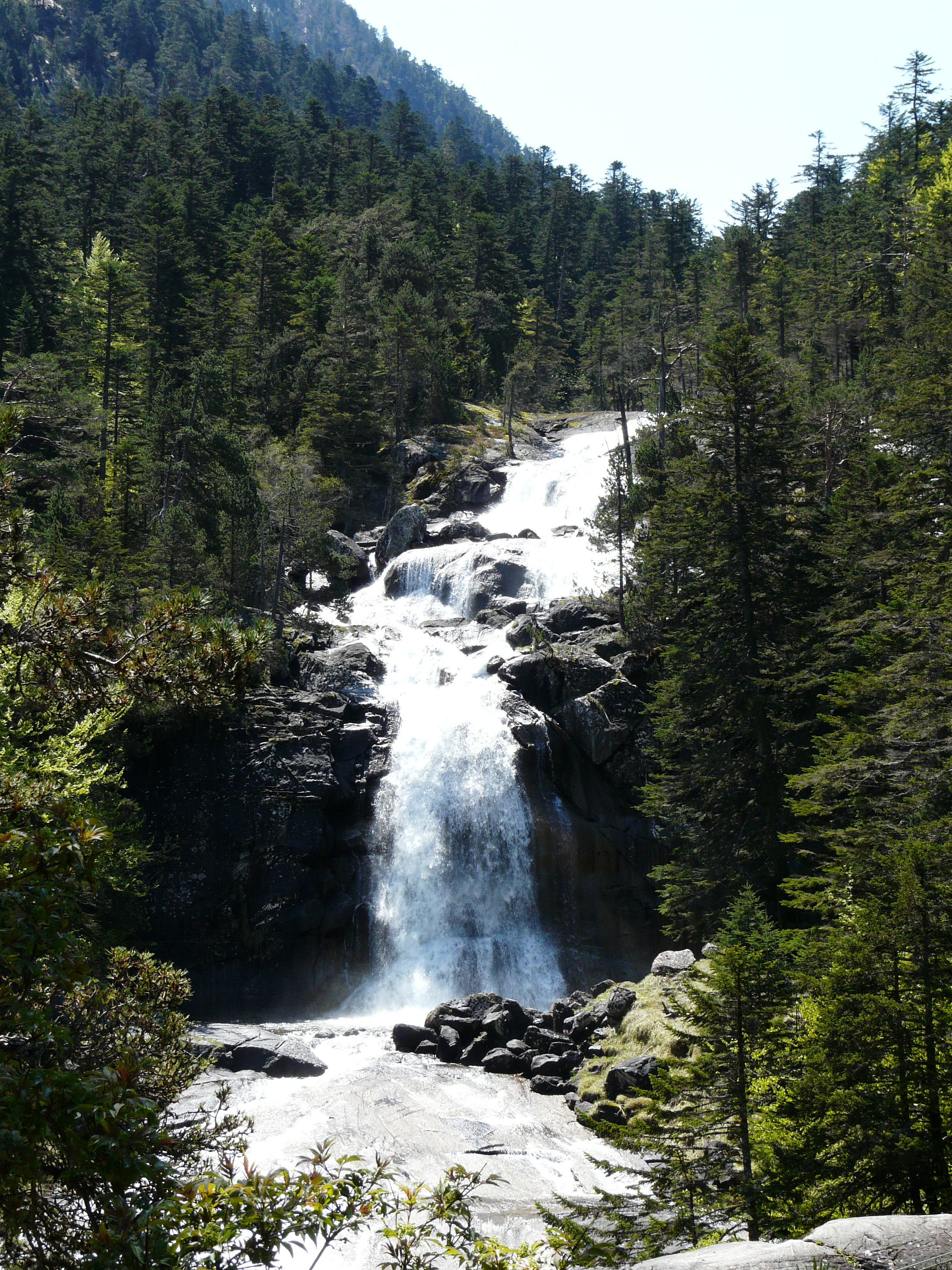
Cascade principale du pont d'Espagne sur le bras central.
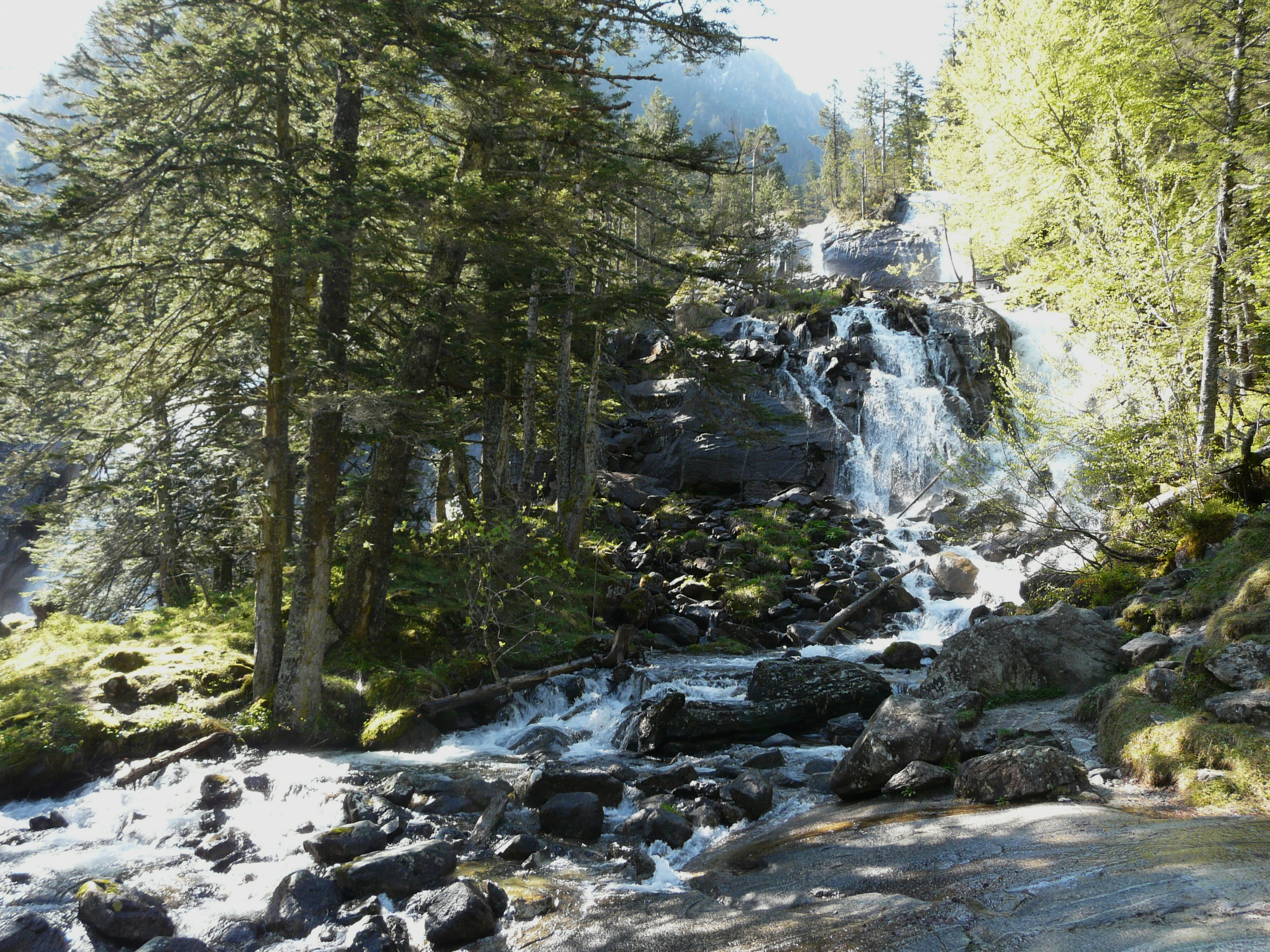
Cascade du Pont d'Espagne sur le bras occidental.

## Protection environnementale
La vallée est entièrement située dans le parc national des Pyrénées.

## Voies de communication et transports
Pour accéder à la vallée de Gaube, suivre la route départementale (RD920) montant jusqu'au pont d'Espagne (vallée du Marcadau) à partir de Cauterets.

## Randonnée

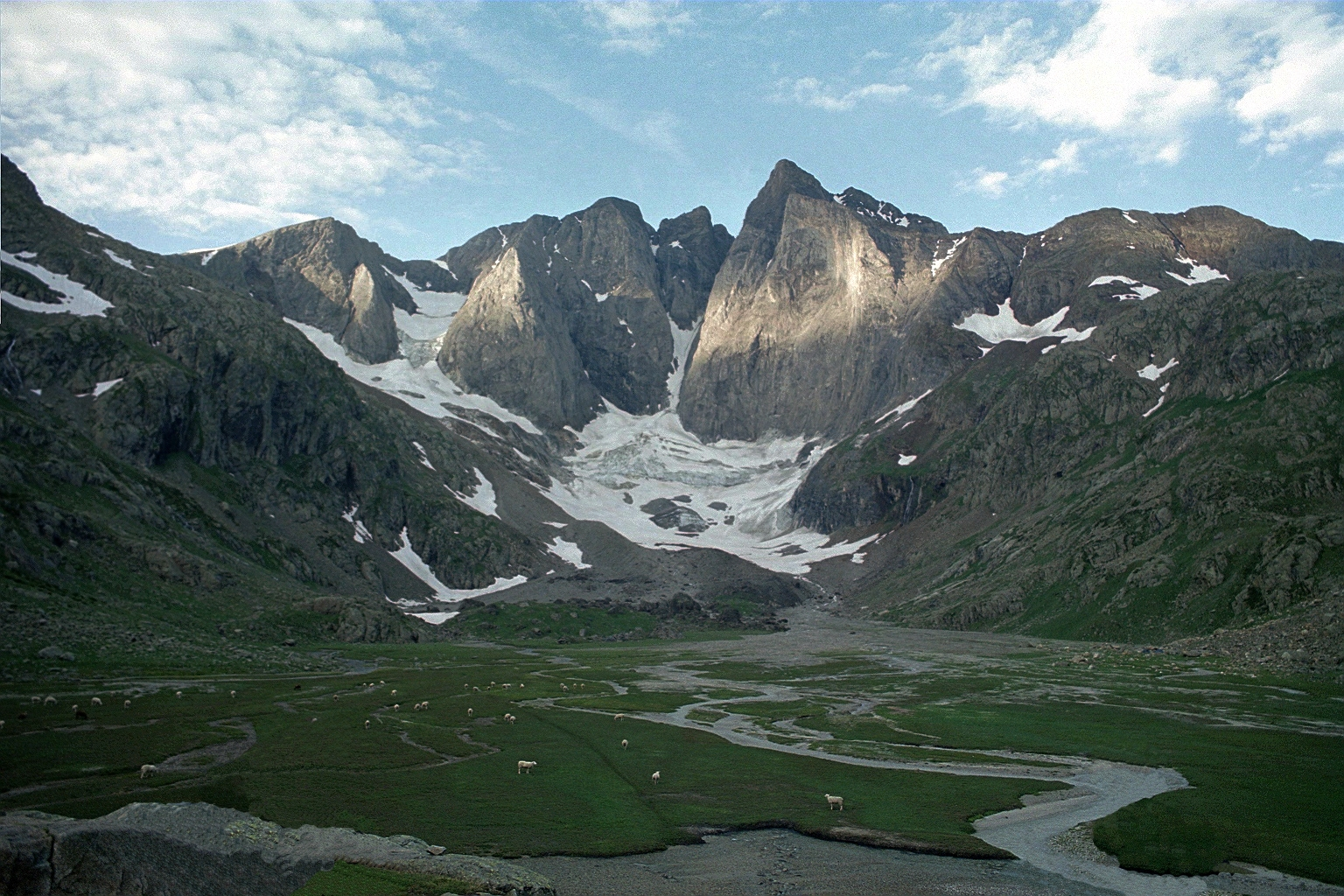
Vue d'une partie du massif du Vignemale, depuis le refuge des Oulettes de Gaube.

Un sentier longe le gave de Gaube jusqu'au lac des Huats (1 666 m) puis au lac de Gaube (1 725 m) et son hôtellerie. Par le sentier de grande randonnée GR 10, on rejoint la cabane du Pinet puis la cascade Esplumouse (1 949 m).
De là on peut atteindre le lac du Chabarrou (2 302 m) d'accès difficile, au pied de la cascade Darré Esplumouse puis les Laquets d'Estibe Aute (2 515 m).
Depuis le refuge des Oulettes de Gaube, on peut atteindre les lacs d'Arraillé (2 485 m) et le glacier des Oulettes de Gaube.
Au départ du pont d'Espagne, cette vallée tout en longueur, mène vers les Oulettes du Vignemale et son glacier des Oulettes.
Par la Hourquette d'Ossoue, elle permet de rejoindre les voies classiques du Petit Vignemale (3 032 m), de la pointe Chausenque et du grand Vignemale.